# Jean-Luc Nix
Jean-Luc Alice Joseph Ghislain Nix (Welkenraedt, 4 februari 1963) is een Belgisch politicus voor de liberale MR.

## Biografie
Jean-Luc Nix werd beroepshalve schrijnwerker en dakdekker en zelfstandig zaakvoerder van een firma in dakwerken. 
Voor de toenmalige PRL werd Nix in oktober 2000 verkozen tot gemeenteraadslid van Welkenraedt. Van 2004 tot 2012 was hij schepen van de gemeente en sinds 2012 is hij burgemeester. Tevens was Nix van 2006 tot 2017 provincieraadslid van Luik.
Bij de Waalse verkiezingen van mei 2014 stond Nix als derde opvolger op de MR-lijst in het arrondissement Verviers voor het Waals Parlement en het Parlement van de Franse Gemeenschap. Van september 2017 tot mei 2019 was hij lid van het Parlement van de Franse Gemeenschap in opvolging van Pierre-Yves Jeholet, die minister in de Waalse Regering werd. De opvolger van Jeholet in het Waals Parlement, Charles Gardier, verving in het Parlement van de Franse Gemeenschap reeds een Duitstalige verkozene. Hierdoor werd Nix geen lid van het Waals Parlement. In het Franse Gemeenschapsparlement zetelde hij in de commissie Begroting, Openbaar Ambt en Administratieve Vereenvoudiging, waarvan hij van januari tot mei 2019 vicevoorzitter was. Bij de Waalse verkiezingen van mei 2019 stond hij opnieuw als opvolger op de lijst.
Voorts was Jean-Luc Nix van 2007 tot 2013 bestuurder en van 2009 tot 2013 lid van het directiecomité van SPI, het Luikse provinciaal agentschap voor territoriale ontwikkeling en van 2013 tot 2017 bestuurder en ondervoorzitter van de afvalintercommunale Intradel. Sinds 2019 is hij vicevoorzitter van de raad van bestuur van AIDE, de Luikse intercommunale voor waterzuivering.